# Julie (Oper)
Julie ist eine Kammeroper von Philippe Boesmans. Grundlage für das Libretto von Luc Bondy und Marie-Louise Bischofberger ist das Trauerspiel Fräulein Julie (schwedisch: Fröken Julie) von August Strindberg. Die Oper wurde am 8. März 2005 am Théâtre de la Monnaie in Brüssel uraufgeführt. Die deutsche Erstaufführung war im Januar 2006 am Staatstheater Braunschweig.

## Inhalt
Kristin, die Köchin im Hause des Grafen, bereitet das Essen vor, während draußen die Mittsommernacht gefeiert wird. Zu Kristins Missfallen hat Julie, die Tochter des Grafen, mit Dienstboten getanzt. Der Diener Jean, mit dem Kristin verlobt ist, kommt zum Essen. Er wehrt die Zärtlichkeiten Kristins ab, verspricht ihr aber einen Tanz. Gerade in diesem Moment will Julie sich Jean zum Tanzen „ausleihen“. Kristin und Jean gehorchen.
Während Julie und Jean tanzen, geht Kristin ihren Hausarbeiten nach. Danach kommt Jean aufgewühlt zurück: „Das Fräulein ist verrückt! Wie sie tanzt!“ Es entwickelt sich ein Gespräch zwischen Kristin und Julie, danach eines mit Jean und Julie.
In dem Gespräch zwischen Julie und Jean sprechen beide von ihren Träumen: Sie träumt vom Fallen, er vom (ehrgeizigen) Aufsteigen. Diese Stelle der Oper ist die einzige, in der keiner der beiden Personen eine dominante Position einnimmt und wo von einem gleichberechtigten Moment gesprochen werden kann, der eine emotionale Beziehung zwischen Jean und Julie zeigt.
Anschließend lockt Julie Jean. Sie kokettiert und provoziert: Mal als Gutsherrin, mal als verzogenes Kind der Oberschicht. Die erotische Spannung zwischen beiden wächst. Sie ziehen sich in Jeans Zimmer zurück.
Es folgt ein musikalisches Zwischenspiel: Ein Gewitter kommt auf (Boesmans hat hier die Szene, in der Strindberg die Mittsommernacht feiernden Leute in der Küche einfallen lässt, zu einem Gewitter umgewandelt).
Nachdem Julie und Jean miteinander geschlafen haben, haben sich die Machtverhältnisse gleichsam umgekehrt. Das jetzt existierende Verhältnis stellt die herrschend gesellschaftlichen Verhältnisse auf den Kopf.
Jean schmiedet Pläne und will mit Julie im Ausland ein Hotel eröffnen: Sein Lebenstraum von einem gesellschaftlichen Aufstieg zum Hotelier.
Beide reden letztlich aneinander vorbei. Julie möchte wissen, ob Jean sie liebt. Dieser bestätigt dies, bringt aber ein „Du“ nicht über die Lippen. Er verweist auf die Vergangenheit, den Grafen und seinen Respekt zu diesem.
Als offensichtlich wird, dass Julie kein Geld zur Verfügung hat, platzen Jeans Träume vom eigenen Hotel. Julie wird die Konsequenz ihres Handelns bewusst, sich mit einem Diener eingelassen zu haben. Sie spürt, wie sie fällt. Sollte sie allerdings Geld besorgen können, würde sich Jean eventuell doch noch zu einer gemeinsamen Flucht herablassen. Gesellschaftlich bedeutet das für Julie, dass wenn sie kein Geld für die gemeinsame Flucht beschaffen kann, er immer noch Diener bleiben kann; sie aber nicht mehr Herrin.
Kristin, die Köchin, die bis zu diesem Zeitpunkt geschlafen hat, spürt, was passiert ist und beschließt, zu kündigen. Mit derartigen Dingen möchte sie nichts zu tun haben, bzw. in Berührung kommen.
Reisefertig und mit vom Vater, dem Grafen, gestohlenem Geld und einem Vogel im Käfig erscheint Julie. Jean tötet den Vogel, daraufhin möchte auch Julie sterben.
Gleich darauf bittet Julie Kristin um Hilfe und schlägt eine Flucht zu dritt vor: Sie könnten zusammen ein Hotel eröffnen. Kristin verweist ernüchtert auf die Unmöglichkeit dieses Vorhabens und verhält sich verachtend gegenüber Julie.
Mehr oder weniger offen spielt Jean Julie sein Rasiermesser zu und treibt diese so in den Selbstmord.

## Gestaltung
Die Oper besteht aus zwölf Szenen unterschiedlicher Länge, die um eine Achse symmetrisch aufgestellt sind. Die sechste Szene, das musikalische Zwischenspiel (das Gewitter) bildet die Achse. In den Szenen 1 bis 5 lässt Julie ihre Verführungskünste spielen und ergreift von Jean Besitz; die Szenen 7 bis 12 behandeln ihren Niedergang und das böse Erwachen. Durch diese sechste Szene erhält dieses Beziehungsduell (mit konsequent tödlichen Ausgang) seine Struktur: Ein rauschhafter Strudel abwärts, bestehend aus erotischem Kompromittieren (Julie) und zynischem Rechnen (Jean).

### Instrumentation
Die kammermusikalische Besetzung der Oper benötigt die folgenden Instrumente:
- Holzbläser: Flöte, Oboe, Klarinette, Fagott
- Blechbläser: zwei Hörner, Trompete, Posaune
- Schlagzeug (zwei Spieler)
- Harfe
- Klavier (auch Celesta, elektrisches Klavier/MIDI/Synthesizer)
- Streicher (solistisch): zwei Violinen, zwei Bratschen, Violoncello, Kontrabass

## Interpretation
Die Oper Julie ist, wie die Textgrundlage von August Strindberg, ein Standesdrama, das die Stationen eines tödlich endenden Konfliktes behandelt und sich mit sozialen und moralischen Tabus beschäftigt. Es geht um eine Kritik an einer Gesellschaft, die das Verhalten von Männern und Frauen mit zweierlei Maß misst. Ein Drama, das stark in seinen gesellschaftlichen, gesellschaftspolitischen wie historischen Konventionen verfangen ist.
Wäre Julie in jener Zeit der dargestellten Welt ein Mann gewesen, nichts wäre passiert: Eine Affäre mit dem Dienstpersonal war an der Tagesordnung und blieb für das männliche Geschlecht ohne Konsequenz. In Julies Fall aber galt sie nun als Hure und nimmt in der gesellschaftlichen Hierarchie ihren Platz noch hinter der Köchin ein. Der direkte Weg in die Gosse ist vorgezeichnet.

## Werkgeschichte
Die Oper entstand 2004 für eine gemeinsame Produktion des Théâtre Royal de la Monnaie Brüssel, des Festival d’Aix-en-Provence und der Wiener Festwochen. Sie ist dem Jazz-Saxophonisten und Komponisten Fabrizio Cassol gewidmet. Das Libretto schrieben Luc Bondy und Marie-Louise Bischofberger nach August Strindbergs Trauerspiel Fröken Julie. Uraufgeführt wurde sie am 8. März 2005 in Brüssel im Rahmen des Festivals Ars musica. Regie führte Luc Bondy, Bühnenbildner war Richard Peduzzi, die Kostüme stammten von Rudy Sbounghi und das Lichtdesign von Dominique Bruguière. Das Orchestre de chambre de la Monnaie spielte unter der Leitung von Kazushi Ōno. Es sangen Malena Ernman (Julie), Kerstin Avemo (Kristin) und Garry Magee (Jean).
Eine Neuproduktion gab es 2023 an der Neuen Bühne Senftenberg in einer Inszenierung von Anna Bergmann. Der Dirigent war Sylvain Cambreling.